# ムチンジ
ムチンジは、マラウイ中部州にあり、ムチンジ県の中心都市である。2008年時点の国勢調査によれば、都市の人口は25184人であった。

## 経済
この地区の経済は農業が主体である。天水農業（雨水頼りの農業）に支えられており、非常に貧しいことで知られる。

## 交通
マラウイ鉄道の国内末端でもあり、国境を挟んでザンビアの鉄道線路と接続されている。

## その他
マラウイ地震では、大きな被害を受けているほか、2006年には歌手のマドンナがこの町の1歳児を養子にしたことに関連し、大規模な法的論争が生じたことでも知られる。